# Rezerwat przyrody Herby
Rezerwat przyrody Herby – rezerwat przyrody znajdujący się na terenie gmin Frysztak oraz Wiśniowa w województwie podkarpackim. Leży w obrębie Czarnorzecko-Strzyżowskiego Parku Krajobrazowego. Rezerwat składa się z dwóch osobnych części przedzielonych rzeką Wisłok.
numer według rejestru wojewódzkiego – 67
powierzchnia według aktu powołującego – 145,85 ha; powierzchnia otuliny – 175,43 ha
dokument powołujący – Dz. Urz. Woj. Podkarpackiego 99.20.1085
rodzaj rezerwatu – przyrody nieożywionej
przedmiot ochrony (według aktu powołującego) – oryginalne wychodnie skalne zlokalizowane na grzbiecie pasma Herbów, porośnięte lasami grabowymi i buczyną, odsłonięte utwory skalne oraz malowniczy przełom Wisłoka – „Brama Frysztacka”